# City of Canterbury (Engeland)
Canterbury is een district  met de officiële titel van city, in Kent en telt circa 165.000 inwoners. Hoofdplaats is Canterbury.

## Plaatsen in district City of Canterbury
- Blean
- Herne Bay
- Ickham
- Whitstable

## Civil parishesin district Canterbury
Adisham, Barham, Bekesbourne-with-Patrixbourne, Bishopsbourne, Bridge, Chartham, Chestfield, Chislet, Fordwich, Hackington, Harbledown and Rough Common, Herne and Broomfield, Hoath, Ickham and Well, Kingston, Littlebourne, Lower Hardres, Petham, Seasalter, St. Cosmus and St. Damian in the Blean, Sturry, Thanington Without, Upper Hardres, Waltham, Westbere, Wickhambreaux, Womenswold.